# Miquel Roca Cabanellas
Miguel Roca Cabanellas (Palma, Mallorca, 18 d'abril de 1921 - Motilla del Palancar, 8 de gener de 1992) va ser un religiós mallorquí, arquebisbe de València de 1978 a 1992.

## Biografia
Era el vuitè de deu germans. Va cursar l'ensenyament secundari al col·legi del Pilar, els marianistes, de Madrid. Va interrompre els seus estudis enginyeria per a ingressar en 1941 al Seminari de Madrid, on va tenir per director espiritual al qual seria el seu predecessor en la seu episcopal de València, José María García Lahiguera.
Va rebre l'ordenació sacerdotal el 31 de maig de 1947. Durant dos anys va ser coadjutor d'Aranjuez i capellà d'Algodor (Madrid). En 1949 va passar a Roma, on va obtenir en 1955, el doctorat en teologia a la Universitat Gregoriana, amb una tesi sobre la gràcia en Miguel Bayo. Va ser nomenat rector de l'església espanyola de Montserrat i Santiago en 1957 i canonge de la basílica de Santa María la Major. Durant el Concili Vaticà II va ser perit de l'episcopat espanyol.

### Episcopat
Va ser nomenat el 20 de juliol de 1966 bisbe titular de Tigimma i administrador apostòlic «seu plena» de la diòcesi de Cartagena, per trobar-se malalt el seu titular, Ramón Sanahuja Marcé. El 2 d'octubre de 1966 va ser ordenat bisbe pel nunci Antonio Riberí i el 22 d'abril de 1969 va ser designat bisbe residencial.
Durant els 12 anys que va regir aquesta Diòcesi va crear i va potenciar les estructures diocesanes, aplicant amb això les directrius conciliars. Va dedicar una atenció especial als sacerdots i a la formació dels seminaristes.

### Arquebisbe de València
El 23 de maig de 1978 va ser nomenat Arquebisbe de València pel papa Pau VI. Va prendre possessió de la diòcesi el 29 de juny de 1978. Durant el seu pontificat va rebre a València, el 8 de novembre de 1982, la visita del papa Joan Pau II, la primera d'un papa a la ciutat i a la diòcesi.
Va celebrar el gran Sínode Diocesà, que va convocar el 8 de desembre de 1980, i que després d'una etapa preparatòria va tenir la seva obertura el 27 de setembre de 1986, i la seva clausura el 27 de juny immediat. Es van celebrar amb gran ressonància diocesana el Any Sant de la Redempció (1983-1984) i l'Any Jubilar Marià (1987-1988).
Va impulsar l'esperit missioner de l'arxidiòcesi, i va visitar als sacerdots valencians a Xile, Cuba, Zimbàbue, Moçambic i l'Índia.
A l'octubre de 1991 va celebrar les seves noces de Plata episcopals en llaor de multitud: el 2 d'octubre amb el presbiteri diocesà en el Seminari Metropolità de Montcada i dia 5, dissabte, amb tot el poble cristià a l'Església Catedral. En aquesta ocasió va quedar compendiat el seu magisteri episcopal en tres volums que comprenien els seus escrits pastorals, homilies i discursos, i cartes al poble de Déu.
Va ser president de la Comissió Episcopal Espanyola de la Doctrina de la Fe (1975-1981) i de la Comissió Episcopal Espanyola d'Ecumenisme (1981-1984). Va fer la Visita "Ad limina" a Roma en 1982, 1986 i 1991.
Va morir el 8 de gener de 1992, als 70 anys, en un accident de trànsit ocorregut en la N-III, a l'altura de la localitat conquense de Motilla del Palancar, després de passar el Nadal a Madrid. El prelat va ingressar cadàver a l'hospital de Requena (València). Al cotxe viatjaven també la religiosa María Marín González -majordoma del prelat-, que va morir en l'accident, i una germana de l'arquebisbe, Manuela Roca, que va resultar greument ferida. El xofer de l'arquebisbe, Nicolás Moras, va resultar amb ferides lleus.